# Ábrahám Edit
Ábrahám Edit (Budapest, 1956. december 26. –) magyar színésznő.

## Életpályája
17 évesen szerepelt először filmben. 1973-ban a Romhányi József forgatókönyvéből Bácskai Lauró István által rendezett egyórás Bajuszverseny című tévéjátékban játszotta a Kubik Anna által megformált Hajnalkának az első számú udvarhölgyét. A rövid, zenés filmben ez volt a legkisebb főszerep, viszont a legnagyobb mellékszerep. Az ifjú színésznőnek kellemes énekhangjára a készítők is felfigyeltek. Ezt követően 1978-ban két filmben is feltűnt, Szász Péter Bolondok bálja című másfél órás tévéjátékában, ahol Kállai Ferenccel volt közös jelenete, majd a Várkonyi Gábor rendezte és az erdélyi író, Bálint Tibor könyvéből forgatott Zokogó majom, avagy Egy élhetetlen család kálváriája című filmsorozat több epizódjában Bárány Ilit alakította.
1980-ban Szirtes Tamással és Haumann Péterrel dolgozott együtt a Leánykérés éjjel kettőkor című magyar tévéjátékon. Ugyanebben az évben forgatta Szőnyi G. Sándorral a Fekete Rózsa című drámát, Esztergályos Károllyal a Szerelmem Elektra!, és Ádám Ottóval a Mathiász panzió című filmeket.
1981-ben végzett a Színház- és Filmművészeti Főiskolán prózai szakon és még ebben az évben újra Szőnyi G. Sándorral dolgozhatott együtt: Az a szép fényes nap című Szabó Magda-adaptációban újra énekelt is.
1982-ben Básti Juli és Jan Nowicki oldalán az egy szövőnő és egy idős mérnök kapcsolatát bemutató Vészi Endre-könyvből készült Kettévált mennyezet című, Gábor Pál rendezte magyar filmdrámában Széll Árpád Romana nevű lázadó lányát játszotta.
Még ebben az évben feltűnt egy kosztümös drámában, a  II. József császárban, és Mihályfi Imre Szilvási Lajos regénye nyomán írt és rendezett négyórás drámájában, az Appassionatában a női főszereplőt, Olgát alakította. Az alkotásban Olga zongoradarabjait saját maga játszotta le. 1983-ban szerepelt a Mint oldott kéve című tévéfilmsorozatban egy kisebb epizódszerep alkalmáig. A Könnyű testi sértés című filmben későbbi férjével, Andorai Péterrel és Eperjes Károllyal szerepelt együtt. A cselekmény középpontjában álló ifjú nő, Zsuzsa karaktere kedvéért a ruháitól is megvált az egyik jelenetben.
Fiatal kora óta rendszeresen vállal szinkronszerepeket. 2008-ban Arany Medál díjjal tüntették ki Az év színésznője kategóriában, majd egy évvel később is jelölték a közönségdíjra. Szerepelt A Nagy Duett című műsorban, mestere Vastag Csaba volt.
1998 és 2014 között, majd 2019-től 2021-ig ismét a Barátok közt című sorozat főszereplője, ahol Berényi Claudiát alakítja.

## Színház
Egy évadot töltött a Kecskeméti Katona József Színházban. Ezután a József Attila Színház, a Thália Színház, a Népszínház, a Hököm Színház (későbbi Karinthy Színház) és a Madách Színház társulatának tagja volt. 1992-től a Vígszínház vendégművésze volt. Színházi feladatai mellett a szekszárdi Német Színház (Deutsche Bühne Ungarn) társulatnál – német nyelven – is játszott.

## Zene
A színésznő már fiatal kora óta rendszeresen énekelt. 1990-ben az István, a királyban hallhattuk énekelni, ahol Koppány feleségeként fakadt dalra. Ezt követően színdarabokban és filmekben énekelt, majd 2006 decemberében a Szombat esti láz második szériájában elénekelte a 'Rockin' Around the Christmas Tree' című karácsonyi dalt, melyet többek között Brenda Lee, Jessica Simpson, Miley Cyrus, Mary-Kate és Ashley Olsen énekelt.
Három évvel később, 2009. december 20-án a Csillag születik 2. döntőjében 24 énekessel és színésszel együtt elénekelte a We Are the World című dalt, mellyel osztatlan sikert arattak.

## Magánélete
- Első férjétől, Andorai Pétertől, Kossuth-díjjal kitüntetett színésztől elvált. Egy gyermekük született: ifj. Andorai Péter (* 1983).
- Második férje Horvai Mátyás (korábban a LNX ügyvezető igazgatója), apósa Horvai István (rendező, tanár) volt.

## Érdekességek
- 2006-ban szerepelt egy táncos vetélkedőben, a Szombat esti lázban. Táncpartnere Angyal András volt, akivel a negyedik helyen végeztek.
- 2007-ben szerepelt az Esti showderben Fábry Sándor vendégeként.
- Hisz az ezotériában, agykontroll tanfolyamot végzett. Bevallása szerint megrögzött optimista.

## Díjai, elismerései
- Szombat esti láz - 4. helyezés (2006)
- Arany Medál díj - Az év színésznője (2008)[4]

## Pályája
- 1980 – Madách Színház
- 1981 – Színház- és Filmművészeti Egyetem
- 1981 – Kecskeméti Katona József Színház
- 1983 – Népszínház, Hököm Színház
- 1985 – József Attila Színház
- 1990 – Deutsche Bühne
- 1992 – Vígszínház (vendégjáték)
- ? – Thália Színház

## Színház
A Színházi adattárban regisztrált bemutatóinak száma: 28. Ugyanitt huszonhárom színházi fotón is látható.
| Darab                         | Szerep                                  | Színház                                           | Bemutató             | Forrás |
| ----------------------------- | --------------------------------------- | ------------------------------------------------- | -------------------- | ------ |
| A félkegyelmű                 | Alekszandra, a lánya                    | József Attila Színház                             | 1985. október 12.    | [ 9 ]  |
| A hazug                       | Beatrice, Balanzoni doktor másik lánya  | Székesfehérvári Nyári Színház                     | 1984. június 25.     | [ 10 ] |
| A régi nyár                   | Manci, kiszolgálólány (1985. 09-től)    | József Attila Színház                             | 1983. február 26.    | [ 11 ] |
| A tanítónő                    | Tanítónő                                | Katona József Színház                             | 1981. november 13.   | [ 12 ] |
| Az angyalarcú                 | Klárika                                 | Katona József Színház                             | 1982. március 19.    | [ 13 ] |
| Big Love                      | Lorraine                                | Thália Színház                                    | 1989. október 14.    | [ 14 ] |
| Cyrano                        | Martha nővér                            | Vígszínház                                        | 1995. január 8.      | [ 15 ] |
| Das Dekameronical             | A gazdag kereskedő szép fiatal felesége | Szekszárdi Német Bemutatószínpad                  | 1985. március 15.    | [ 16 ] |
| Dundo Maroje                  | N/A                                     | Szentendrei Teátrum                               | 1979. július 7.      | [ 17 ] |
| Elveszett paradicsom          | Mira                                    | Katona József Színház                             | 1981. október 2.     | [ 18 ] |
| Fekete Péter                  | Chagrinné                               | Vígszínház                                        | 1997. október 11.    | [ 19 ] |
| Gyilkosság a katedrálisban    | Canterbyri asszony                      | Katona József Színház                             | 1992. március 20.    | [ 20 ] |
| Héterősek                     | Bájos                                   | József Attila Színház                             | 1986. április 26.    | [ 21 ] |
| Hose, Die                     | N/A                                     | Szekszárdi Német Bemutatószínpad                  | 1990. november 22.   | [ 22 ] |
| István, a király              | Picur                                   | Népstadion                                        | 1990. szeptember 15. | [ 23 ] |
| Koldusopera                   | Polly                                   | Ódry Színpad                                      | 1980. november 14.   | [ 24 ] |
| Koldusopera                   | Lucy                                    | József Attila Színház                             | 1987. március 28.    | [ 25 ] |
| Lerne lachen ohne zu Weinen   | N/A                                     | Babits Mihály Megyei és Városi Művelődési Központ | 1988. október 29.    | [ 26 ] |
| Madonna und Mike              | N/A                                     | Szekszárdi Német Bemutatószínpad                  | 1990. október 30.    | [ 27 ] |
| Me and My Girl                | N/A                                     | József Attila Színház                             | 1988. március 5.     | [ 28 ] |
| Ördöngős asszonyok            | N/A                                     | Német Bemutató Színpad                            | 1987. március 2.     | [ 29 ] |
| Patika                        | Sylvia                                  | Madách Színház                                    | 1981. március 27.    | [ 30 ] |
| Sok hűhó semmiért             | Hero                                    | Madách Színház                                    | 1980. április 25.    | [ 31 ] |
| Szeretők a hullámhosszon      | Szemrepilla                             | Hököm Színpad                                     | 1984. október 3.     | [ 32 ] |
| Vízkereszt, vagy amit akartok | Mária                                   | Ódry Színpad                                      | 1981. február 27.    | [ 33 ] |

## Filmjei

### Játékfilmek
- Kettévált mennyezet (1982)
- Apassionata (1982)
- Könnyű testi sértés (1983)
- Küldetés Evianba (1988)
- Artus, Merlin és a Prchlic család (1995)

### Tévéfilmek
- Bajuszverseny (1973)
- Bolondok bálja (1978)
- Zokogó majom 1-5. (1978)
- Leánykérés éjjel kettőkor (1980)
- Szerelmem, Elektra! (1980)
- Fekete Rózsa (1980)
- Mathiász panzió (1981)
- Az a szép, fényes nap (1981)
- II. József császár (1982)
- Mint oldott kéve (1 epizód, 1983)
- Akli Miklós (1983)
- A Fekete kolostor (1986)
- Szomszédok (1988–1995)
- Kisváros (1 epizód, 1997)
- Barátok közt (1998–2015, 2019–2021, epizódszerepek: 2016, 2018)

### Tévémagazinok
- Kultúrház (1 epizód, 2007)
- Krém (1 epizód, 2007)
- Esti Showder (1 epizód, 2007)
- Napkelte (1 epizód, 2006)
- Süss fel nap! (2 epizód, 2006–2009)
- Reggeli (10 epizód, 2006)
- Szombat esti láz (2006) szereplő, tánc, koreográfia

## Szinkronszínészként
Számos televíziós sorozat és mozifilm főszereplőjének kölcsönözte magyar hangját.
Szinkronfőszerepek
•	a Fogjunk tolvajt! című 1955-ös Alfred Hitchcock filmben Grace Kelly hangja,
•	az El Paóban nő a láz (1959) című Luis Buñuel alkotásban María Félix hangja,
•	a Kincs, ami nincs (1981) című Bud Spencer&Terence Hill filmben a riporternő hangja,
•	Taylor Hackford Garni-zónájában (1983) Lisa Eilbacher hangja,
•       a Hegylakó című 1986-os filmben Duncan barátnőjének hangja,
•	Woody Allen Egy másik asszonyában (1988) Mia Farrow hangja,
•	a Bushido kardja című 1989-es filmben Judy Green hangja,
•	A mocsárlény visszatér című 1989-es horrorban Sarah Douglas hangja,
•	Stephen King Alvajárókjában (1992) Alice Krige hangja,
•	a Fekete öv című 1992-es filmben Deirdre Imershein hangja,
•	az Elátkozottak faluja című 1995-ös filmben Constance Forslund hangja,
•	a Felejthetetlen című 1996-os filmben Stellina Rusich hangja,
•	a Két nap a völgyben című 1996-os vígjátékban Charlize Theron hangja,
•	a Csillagszóró című 1997-es filmben Veronica Cartwright hangja,
•	a Tűz a mélyben című 1997-es akciófilmben pedig Marg Helgenberger hangját kölcsönözte.
•	a Murder One című sorozatban Patricia Clarkson hangja,
•	az Alf című sorozatban Anne Schedeen hangja,
•	a Dinasztia című sorozatban Pamela Bellwood hangja,
•	az Örömanyák című sorozatban Barbara Dickson hangja,
•	a Partisétány Ausztrália című sorozatban Kate Raison hangja,
•	a Helena című sorozatban Loes Kamma hangja,
•	a Babylon 5 című sorozatban pedig Andrea Thompson hangja,
Szinkronmellékszerepek
•	a Mindenki haza! (1960) című olasz filmben,
•	a Fekete kalóz (1971) című Bud Spencer - Terence Hill filmben,
•	Woody Allen 1972-es Amit tudni akartál a szexről - de sosem merted megkérdezni című filmjében,
•	Martin Scorsese Taxisofőrjében (1976),
•	a Patton utolsó napjai (1986) című amerikai háborús filmben,
•	A kisasszony (1986) brazil szappanoperában
•	a Halálos nyugalom (1989) című thrillerben,
•	Stephen King: A visszatérők (1992) című horrorjában,
•	a Bud Spencer főszereplsével készült Extralarge II. - Indiánokban (1993),
•	a Jöttünk, láttunk, visszamennénk című 1993-as Jean Reno filmben az orvosnő hangja,
•	A menekülő ember éjszakája című 1994-es filmben,
•	a Minden gyanú felett című 1996-os Al Pacino filmben,
•	a Szende, mint a halál című 1996-os krimiben,
•	A gyanú című 1997-es filmben hallhattuk,
•	a Columbo: Fekete etűd című 1972-ws részében Janice Benedict (Blythe Danner) szerepében (2. szinkron),
•	a Columbo: Halálos lelkiállapot című 1975-ös részében Dr. Anita Borden (Karen Machon) szerepében (2. szinkron),
•	a Columbo: Az ínyenc gyilkos című 1978-as részében Eve Plummer (Shera Danese) szerepében.